# Les Diaboliques
Les Diaboliques is een Franse dramafilm uit 1955 onder regie van Henri-Georges Clouzot. De film is gebaseerd op de misdaadroman Celle qui n'était plus van de Franse auteurs Pierre Boileau en Thomas Narcejac.

## Verhaal
De leraressen Nicole Horner en Christine Delassalle besluiten Michel Delassalle, het sadistische hoofd van een kostschool in bad te verdrinken. Vervolgens dumpen ze zijn lijk in het vieze zwembad van de school. Wanneer het zwembad wordt drooggelegd, blijkt het lichaam van het schoolhoofd te zijn verdwenen.

## Rolverdeling
| Acteur           | Personage            |
| ---------------- | -------------------- |
| Simone Signoret  | Nicole Horner        |
| Véra Clouzot     | Christina Delassalle |
| Paul Meurisse    | Michel Delassalle    |
| Charles Vanel    | Alfred Fichet        |
| Jean Brochard    | Plantiveau           |
| Pierre Larquey   | Dhr. Drain           |
| Michel Serrault  | Dhr. Raymond         |
| Thérèse Dorny    | Mevr. Herboux        |
| Noël Roquevert   | Dhr. Herboux         |
| Georges Poujouly | Soudieu              |
| Robert Dalban    | de pompbediende      |